# Louisa de Mornand
Louisa de Mornand, née le 24 décembre 1884 à Saint-Genis-Laval, et morte de 14 février 1963 à l’hôpital Boucicaut  dans le 15e arrondissement de Paris, est une actrice de cinéma française de la première moitié du XXe siècle.
Elle est amie de Marcel Proust, allant jusqu'à lui inspirer le personnage de Rachel dans À la recherche du temps perdu.

## Biographie

### Famille
Les parents de Louisa de Mornand sont Rose Marie Joséphine Cottier (1854-1909) et Louis Édouard Montaud (1837-1883), tous deux rentiers. Elle est la dernière d'une famille de cinq enfants qui sont Édouard Joseph Montaud (1877-1965), Marie Anne Léonie dite Marguerite Montaud (1878-1966), Jeanne Anne Marie Montaud (1880-1958), Léon Eloi Ernest Montaud (1883-1917), menuisier. Jeanne sera également remarquée par Proust (sur la digue de Cabourg) en 1908.

### Carrière d'actrice

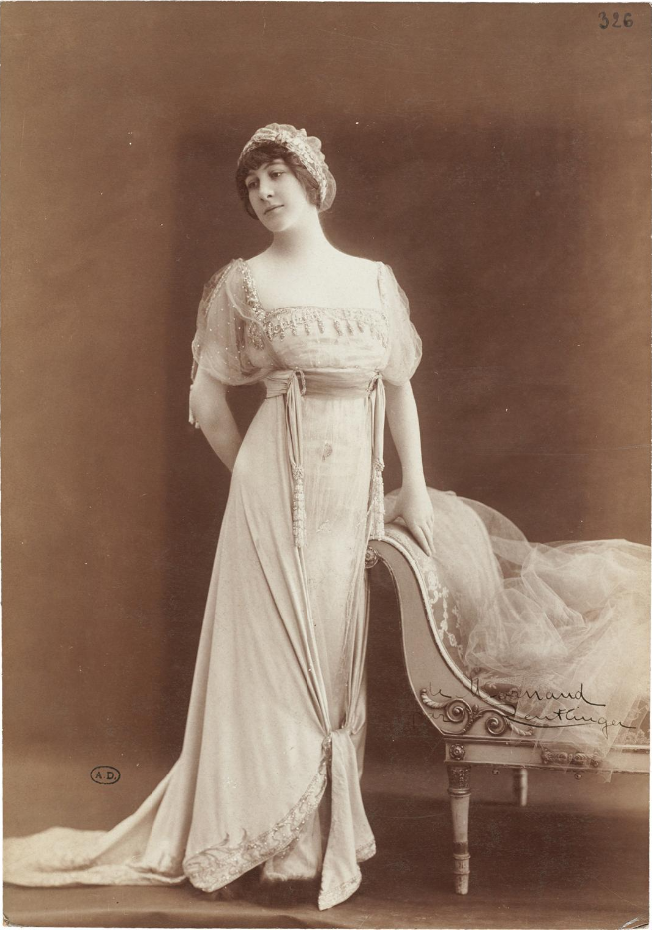
Louisa de Mornand vers 1910, photo de Léopold-Émile Reutlinger.

Louisa de Mornand commence sa carrière dans le théâtre en 1904 avec Les Trois Anabaptistes d’Alexandre Bisson au Théâtre du Vaudeville. Elle bénéficie du soutien de Marcel Proust pour commencer sa carrière  et il la présente ainsi à Henry Bataille qui la lance. Entre 1903 et 1910, elle apparaît dans des rôles mineurs au Théâtre de La Gaieté, aux Théâtre des Mathurins et au théâtre du Vaudeville. Elle fait une pause puis tourne ensuite dans plusieurs films dont le plus célèbre restera Violettes impériales en 1932. À part ce film et malgré la direction de cinéastes de renom tel Julien Duvivier, Jacques de Baroncelli, elle ne réussit pas à obtenir de rôle principal. En revanche, elle réussit, dans les années 1930, la difficile transition du cinéma muet au cinéma parlant. Le Rosaire, où elle tient le premier rôle, lui vaut une réception positive de la part de la critique.

### L'amie des artistes

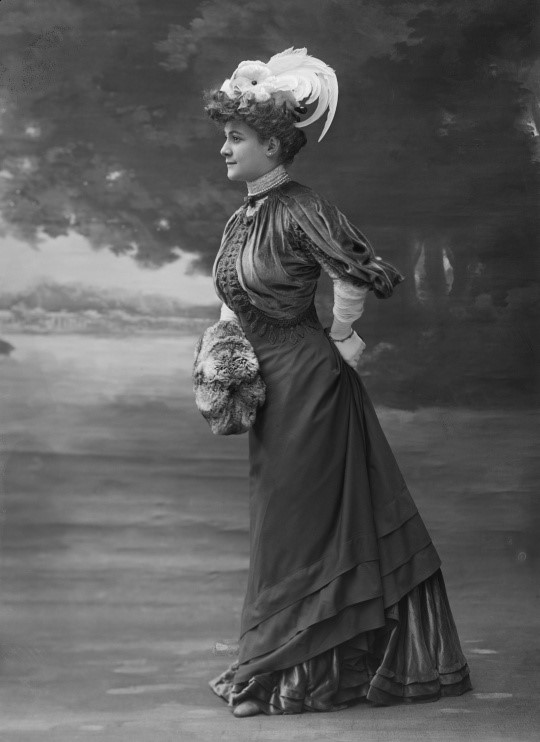
Louisa de Mornand par Nadar, le 11 novembre 1904.

Avec Proust, Antoine de La Gandara forme un groupe d'artistes et de littérateurs qui aiment à se réunir autour de leur « étoile », Louisa de Mornand.

#### Marcel Proust
Louisa de Mornand rencontre l’écrivain vers 1903 et continue son amitié avec celui-ci car Robert Gangnat possède une résidence d'été à Bénerville près de Cabourg,. En 1904, Proust lui dédicace La Bible d'Amiens, de John Ruskin, dont il a assuré la traduction et la préface,.
Dans l'œuvre proustienne, Rachel est une actrice de second plan, maîtresse de Robert de Saint-Loup qui l'idolâtre . Lorsque le narrateur la rencontre pour la première fois dans une maison close, il la surnomme « Rachel quand du Seigneur », d'après les premiers mots d'un air de l'opéra de Halévy, La Juive. Pour Jean-Yves Tadié, Louisa de Mornand est le modèle du personnage de la Rachel de Proust dans À la recherche du temps perdu. Ce ne serait donc pas, comme beaucoup l'ont cru, la grande comédienne Rachel Félix qui vivait elle au XIXe siècle. Proust utilise également Geneviève Lantelme comme source d'inspiration puisque celle-ci travailla dans une maison close, à la difference de Louisa de Mornand.

#### Antonio de La Gandara

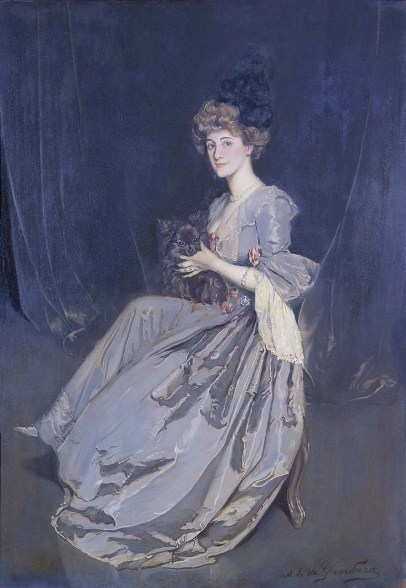
Portrait de Madame Louisa de Mornand (1907) par Antonio De La Gandara, musée de Grenoble.

La dernière page du catalogue du 17e Salon de la Société nationale des beaux-arts de 1908 « Portrait de Madame Louisa de Mornand par Ant. De La Gandara no 93. "RAVISSANT PORTRAIT A L'HUILE", signé en bas à droite, nous présentant Madame Louisa de Mornand assise, tenant sur ses genoux un joli petit chien frisé, dont la tache sombre fait ressortir le lumineux éclat de l'ample robe de style aux reflets changeants; les plis descendent majestueusement jusqu'à terre, accentuant par contraste la finesse des mains nues, du visage rêveur, un peu ironique, couronné d'une abondante chevelure frisée. »
Ce tableau est un de ceux qui témoignent le mieux de l'art de la couleur et de la pose, qui valurent à l'époque, à de La Gandara une si grande renommée de portraitiste. Exposé d'abord à Paris, puis en Allemagne, il fut l'occasion d'un véritable triomphe pour de La Gandara.
Dans une lettre à Louisa de Mornand de 1907, Marcel Proust, se réjouit du tableau en cours par La Gandara en ces termes: « Je suis heureux de penser que vous allez avoir un admirable portrait de Gandara. Quelles heures délicieuses vous devez passer, il est si intéressant, si merveilleusement artiste. ».

## Vie privée
En 1901, Louisa entretient une relation avec Bertrand de Fénelon.
Vers 1903, Louisa de Mornand a une liaison avec Louis Joseph Suchet, familier des théâtres parisiens et connu sous le titre de Duc d'Albuféra. Ces deux-ci forment un triangle d'amitié amoureuse avec Marcel Proust rencontré à Évian . Lorsque cette relation se termine en 1906, Louis Suchet continue de lui verser une pension en dépit des efforts de Proust pour qu'ils se réconcilient.
En 1907-1908, Robert Gangnat (1867-1910), avocat et agent de la société des auteurs dramatiques devient son amant. C’est chez lui et en présence de Louisa de Mornand que Gaston Gallimard rencontre Marcel Proust pour la première fois, en août 1908.  

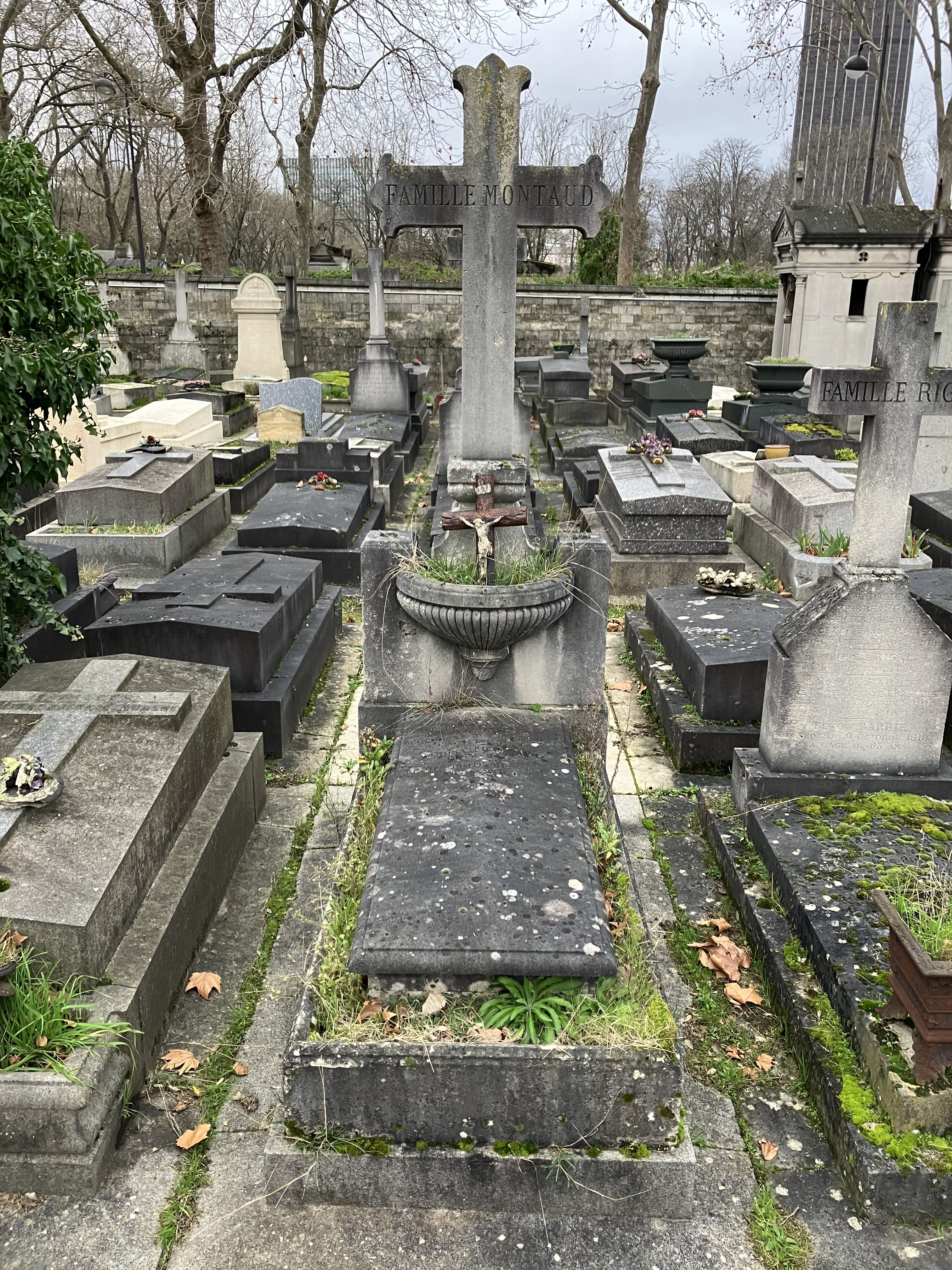
Tombe de Louisa de Mornand au cimetière du Montparnasse (division 27, petit cimetière).

Louisa de Mornand repose au cimetière du Montparnasse, avec sa mère Rose Cottier et sa sœur Marguerite Montaud.  

## Filmographie

### Films muets
- 1908 : Un monsieur qui suit les dames, court-métrage de Georges Monca
- 1909 : Par l'enfant, court-métrage de Camille de Morlhon
- 1924 : Les Amours de Rocambole, de Charles Maudru : Madame de Saint-Yves
- 1925 : L'Abbé Constantin, de Julien Duvivier : la comtesse de Laverdens

### Films parlants
- 1932 : Violettes impériales, d'Henry Roussell : Madame de la Tour-Maignan
- 1932 : Ma tante d'Honfleur, de D.B. Maurice : Madame Dorlange
- 1933 : Cette nuit-là, de Marc Sorkin et Georg Wilhelm Pabst : Madame Demokos
- 1934 : Fanatisme, de Tony Lekain et Gaston Ravel : la marquise de Contadès
- 1934 : Chansons de Paris, de Jacques de Baroncelli : Madame Pleisch
- 1934 : Le Rosaire, de Tony Lekain et Gaston Ravel : Jeanne de Champel
- 1935 : Aux portes de Paris, de Charles Barrois et Jacques de Baroncelli

## Théâtre
- 1904 : Les Trois Anabaptistes d’Alexandre Bisson au Théâtre du Vaudeville

- 1904 : Maman Colibri d'Henry Bataille au Théâtre du Vaudeville

- 1906 : Éducation de prince de Maurice Donnay au Théâtre du Vaudeville

- 1907 : Le Ruisseau de Pierre Wolff au Théâtre du Vaudeville

- 1908 : La Patronne de Maurice Donnay au Théâtre du Vaudeville

- 1923 : Un jour de folie d’André Birabeau au Théâtre des Variétés

- 1924 : La Tendresse d'Henry Bataille au Théâtre de la Porte Saint-Martin